# Rocquancourt
Rocquancourt (ʁɔ.kɑ̃.kuʁⓘ) era una comuna francesa, situada en el departamento de Calvados, de la región de Normandía. Desde el 1 de enero de 2019 es una comuna delegada y la sede de Castine-en-Plaine.

## Geografía
Está ubicada al sur de Caen.

## Historia
El 1 de enero de 2019 pasó a ser una comuna delegada y la sede de la comuna nueva de Castine-en-Plaine al fusionarse con las comunas vecinas de Hubert-Folie y Tilly-la-Campagne.

## Demografía
| 440 | 506 | 503 | 530 | 519 | 581 | 684 | 815 | 959 |
| Para los censos de 1962 a 1999 la población legal corresponde a la población sin duplicidades (Fuente: INSEE [Consultar]) |     |     |     |     |     |     |     |     |